# Belington
Belington és una població dels Estats Units a l'estat de Virgínia de l'Oest. Segons el cens del 2000 tenia 1.788 habitants.

## Demografia
Segons el cens del 2000, Belington tenia 1.788 habitants, 713 habitatges, i 518 famílies. La densitat de població era de 336,8 habitants per km².
Dels 713 habitatges en un 33,7% hi vivien nens de menys de 18 anys, en un 54,1% hi vivien parelles casades, en un 14,7% dones solteres, i en un 27,3% no eren unitats familiars. En el 23,8% dels habitatges hi vivien persones soles l'11,5% de les quals corresponia a persones de 65 anys o més que vivien soles. El nombre mitjà de persones vivint en cada habitatge era de 2,51 i el nombre mitjà de persones que vivien en cada família era de 2,95.
Per edats la població es repartia de la següent manera: un 26,3% tenia menys de 18 anys, un 7,7% entre 18 i 24, un 26,2% entre 25 i 44, un 24% de 45 a 60 i un 15,8% 65 anys o més.
L'edat mediana era de 38 anys. Per cada 100 dones de 18 o més anys hi havia 89,2 homes.
La renda mediana per habitatge era de 22.154 $ i la renda mediana per família de 28.500 $. Els homes tenien una renda mediana de 25.809 $ mentre que les dones 15.050 $. La renda per capita de la població era de 12.905 $. Entorn del 18,3% de les famílies i el 20,9% de la població estaven per davall del llindar de pobresa.

## Poblacions més properes
El següent diagrama mostra les poblacions més properes.